# Le Latet
Le Latet és un municipi francès situat al departament del Jura i a la regió de Borgonya - Franc Comtat. L'any 2007 tenia 75 habitants.

## Demografia

### Població
El 2007 la població de fet de Le Latet era de 75 persones. Hi havia 28 famílies de les quals 8 eren unipersonals (8 dones vivint soles i 8 dones vivint soles), 8 parelles sense fills i 12 parelles amb fills.
La població ha evolucionat segons el següent gràfic:
Habitants censats

### Habitatges
El 2007 hi havia 34 habitatges, 29 eren l'habitatge principal de la família, 3 eren segones residències i 2 estaven desocupats. 33 eren cases i 1 era un apartament. Dels 29 habitatges principals, 23 estaven ocupats pels seus propietaris, 5 estaven llogats i ocupats pels llogaters i 1 estava cedit a títol gratuït; 2 tenien dues cambres, 3 en tenien tres, 4 en tenien quatre i 20 en tenien cinc o més. 24 habitatges disposaven pel capbaix d'una plaça de pàrquing. A 16 habitatges hi havia un automòbil i a 11 n'hi havia dos o més.

### Piràmide de població
La piràmide de població per edats i sexe el 2009 era:
| Homes | Edats   | Dones |
| ----- | ------- | ----- |
| 0     | 95 o +  | 0     |
| 0     | 90 a 94 | 0     |
| 1     | 85 a 89 | 1     |
| 3     | 80 a 84 | 2     |
| 0     | 75 a 79 | 2     |
| 0     | 70 a 74 | 1     |
| 2     | 65 a 69 | 1     |
| 4     | 60 a 64 | 2     |
| 1     | 55 a 59 | 1     |
| 3     | 50 a 54 | 2     |
| 2     | 45 a 49 | 3     |
| 0     | 40 a 44 | 1     |
| 3     | 35 a 39 | 1     |
| 4     | 30 a 34 | 5     |
| 2     | 25 a 29 | 1     |
| 3     | 20 a 24 | 2     |
| 1     | 15 a 19 | 0     |
| 0     | 10 a 14 | 0     |
| 4     | 5 a 9   | 1     |
| 2     | 0 a 4   | 2     |

## Economia
El 2007 la població en edat de treballar era de 45 persones, 37 eren actives i 8 eren inactives. Les 37 persones actives estaven ocupades(22 homes i 15 dones).. De les 8 persones inactives 1 estava jubilada, 2 estaven estudiant i 5 estaven classificades com a «altres inactius».
Activitats econòmiques
Dels 2 establiments que hi havia el 2007, 1 era d'una empresa de fabricació d'altres productes industrials i 1 d'una empresa de construcció.
L'únic servei als particulars que hi havia el 2009 era un paleta.
L'any 2000 a Le Latet hi havia 3 explotacions agrícoles.

## Poblacions més properes
El següent diagrama mostra les poblacions més properes.